# آیدن باترورث
آیدن باترورث (انگلیسی: Aiden Butterworth؛ زادهٔ ۷ نوامبر ۱۹۶۱) بازیکن فوتبال اهل بریتانیا است.
از باشگاه‌هایی که در آن بازی کرده‌است می‌توان به باشگاه فوتبال دونکستر راورز و باشگاه فوتبال لیدز یونایتد اشاره کرد.